# Војводина (Грчка)
Војводина (грч. Σπηλιά, Спилија) је насељено место у општини Еордеја у периферији Западна Македонија, Грчка. Према попису из 2021. године било је 35 становника.
Према бугарском географу и историчару, Василу Канчову, у Војводини је 1900. године живело 250 Турака.  Назив села је словенског порекла. Године 1924. турско становништво је принудно исељено у Турску а на њихово место су насељене грчке избеглице из Турске, којих је на попису из 1928. године било 351.